# Iglesia de San Pedro (Lübeck)
La iglesia de San Pedro de Lübeck (en alemán: St.-Petri-Kirche) es una iglesia gótica del norte de Alemania de origen medieval que recibió su nombre por primera vez en el año 1170. A lo largo de cien años se amplió varias veces, hasta que en el siglo XV se terminó su construcción. Durante la Segunda Guerra Mundial sufrió fuertes daños y no se restauró completamente hasta 1987. Debido a que los bienes de la iglesia no se pudieron recuperar, solo se celebran servicios religiosos extraordinarios. Se utiliza principalmente para acontecimientos culturales y religiosos, así como para exposiciones de arte. La peculiar arquitectura de este templo se ve resaltada por el efecto que causa la planta de salón de la iglesia de cinco naves. En el interior encontramos obras modernas, como la cruz del altar del artista austriaco Arnulf Rainer o la cruz de neón de Hanna Jäger, que invitan a los visitantes a reflexionar. Actualmente es un templo de la iglesia luterana. 

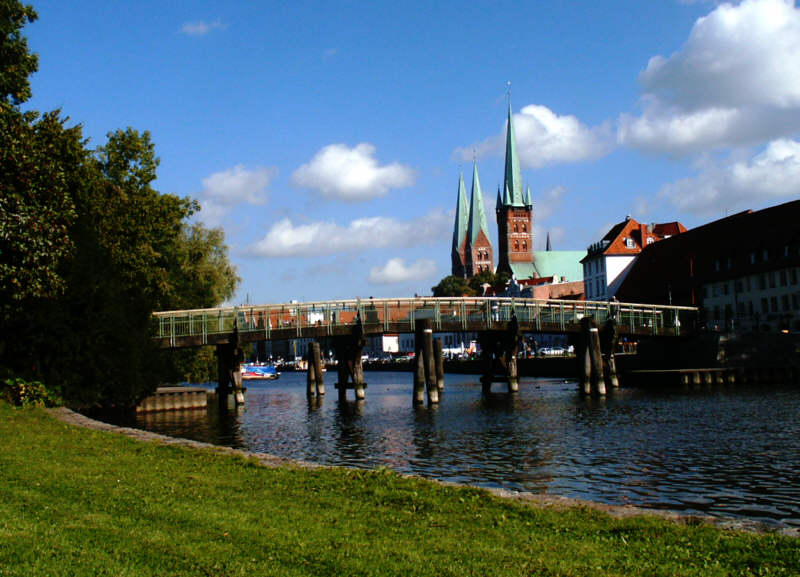
El parque de Malerwinkel en Lübeck, con la iglesia de San Pedro de frente y la iglesia de Santa María detrás.

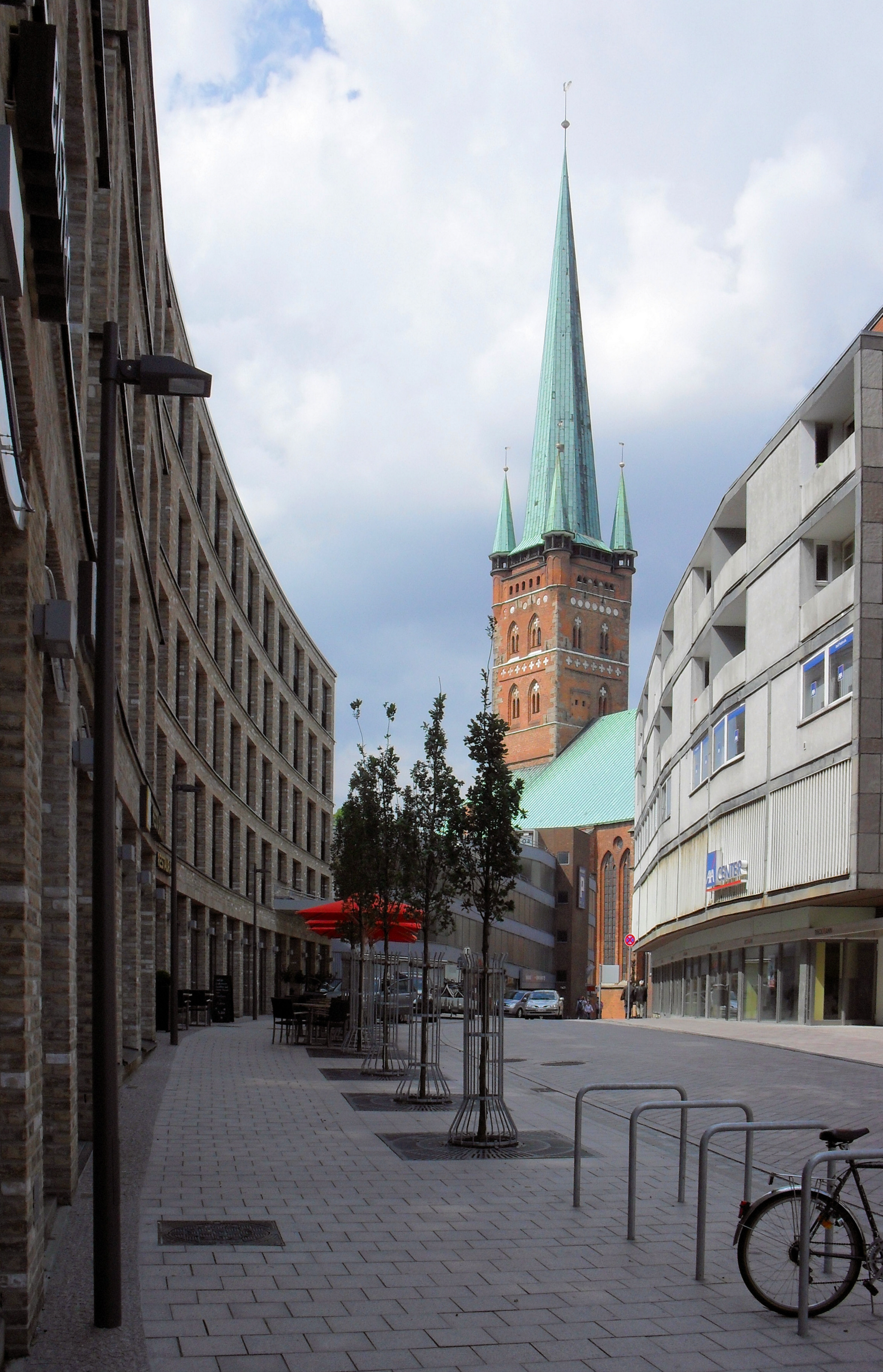
La ya nombrada Schmiedestraße en 2011, donde en 1307 se encontraba la casa de los herreros, su residencia oficial y la iglesia de San Pedro.

## Historia
Ya en el año 1170 se menciona esta iglesia junto con la iglesia de Santa María. Entre 1227 y 1250 se construyó una iglesia de estilo románico tardío de tres naves, con cuatro bóvedas y tres ábsides. Tenía un tamaño de 29,80 m más 3 de largo y 21 de ancho. Hacia 1290 se construyó un coro gótico de tres naves. San Pedro era la iglesia imperial de Lübeck («Turris in ede s. Petri corona deaurata cum armis cesaris et urbis insignata est», [1492]). Al mismo tiempo, la iglesia de San Pedro, situada junto a la iglesia de Santa María, era la segunda iglesia del mercado. En el siglo XV, se amplió hasta su aspecto actual: una iglesia gótica de cinco naves de ladrillo con cinco bóvedas.
Así, este templo se convirtió en una de las pocas iglesias con cinco naves construidas. En el este se encuentran tres ábsides y en el oeste una torre sobre una amplia estructura base. La Reforma protestante llegó a Lübeck entre 1529 y 1530 y la iglesia de San Pedro se convirtió al protestantismo. Durante el ataque aéreo a Lübeck el Domingo de Ramos de 1942, la iglesia de San Pedro se quemó por completo. El tejado, el chapitel de la torre y el valioso mobiliario quedaron destruidos. En su interior, se encontraban el proyecto de órgano, creado por el imaginero Tönnies Evers hijo, y la importante losa sepulcral de latón del concejal Johann Klingenberg. Sin embargo, se conservó la pila bautismal barroca de la iglesia, donada por el concejal Johann Philipp Lefèvre.

## Importantes predicadores y pastores
- Valentin Curtius

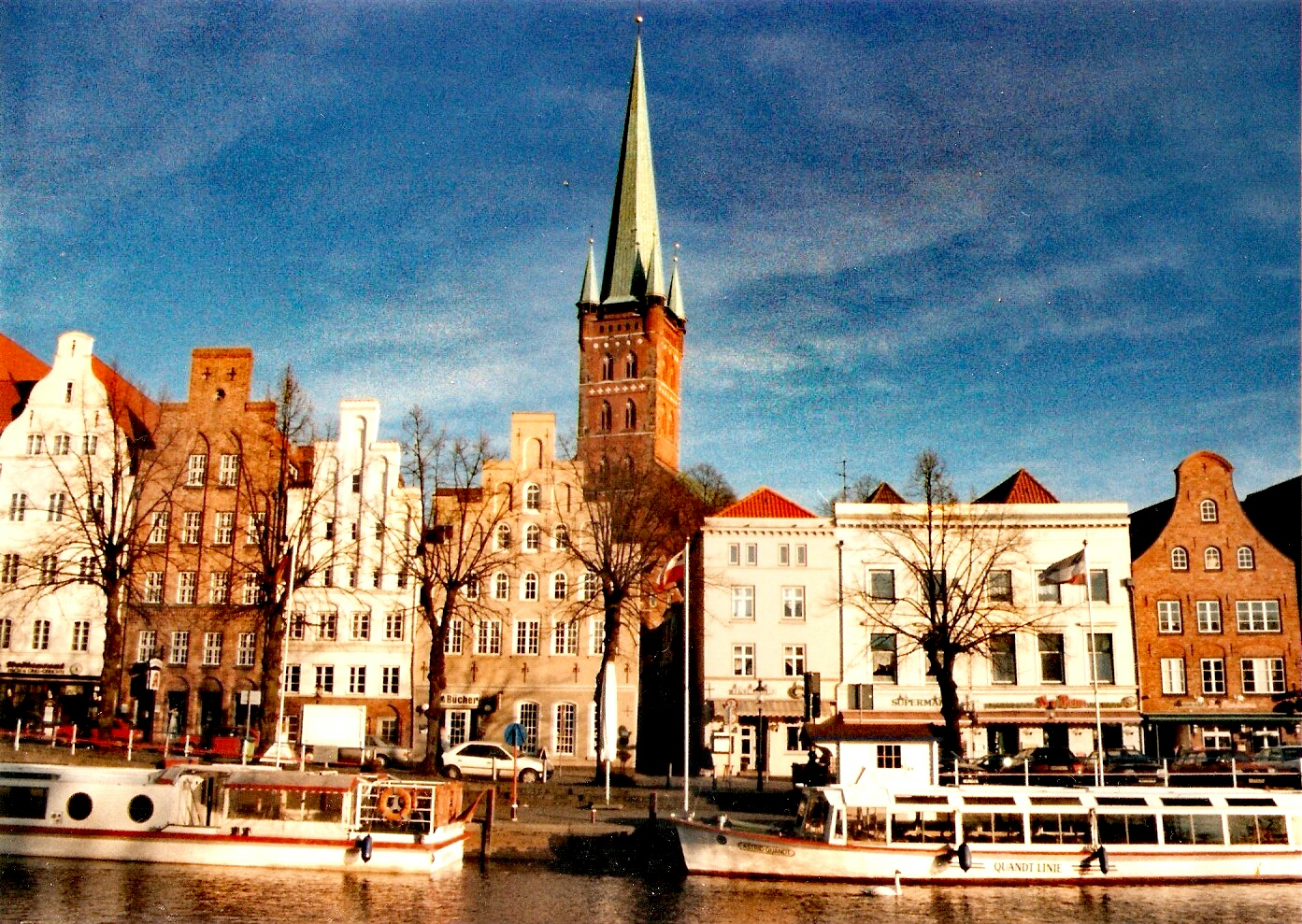
El campanario de la iglesia de San Pedro desde la perspectiva de la calle Obertrave (Foto: diciembre de 1998).

- Reimar Kock, cronista de la época de la Reforma
- Sweder Hoyer († 1565), cronista de la Guerra nórdica de los Siete Años y el hundimiento del Mars, honrado con un epitafio
- Adam Helms, 1613–1653
- Georg Ritter, predicador en 1668, pastor principal desde 1687 a 1706
- Peter Hermann Becker, 1756–1767
- Adde Bernhard Burghardi, predicador en 1737, pastor principal en 1756, y a partir de 1767 también pastor titular
- Ludwig Suhl, diácono en 1783, archidiácono en 1787
- Hermann Friedrich Behn
- Ludwig Trummer, pastor principal desde 1880
- Theodor Zietz, predicador en 1876, pastor principal desde 1906

## Reconstrucción después de 1945

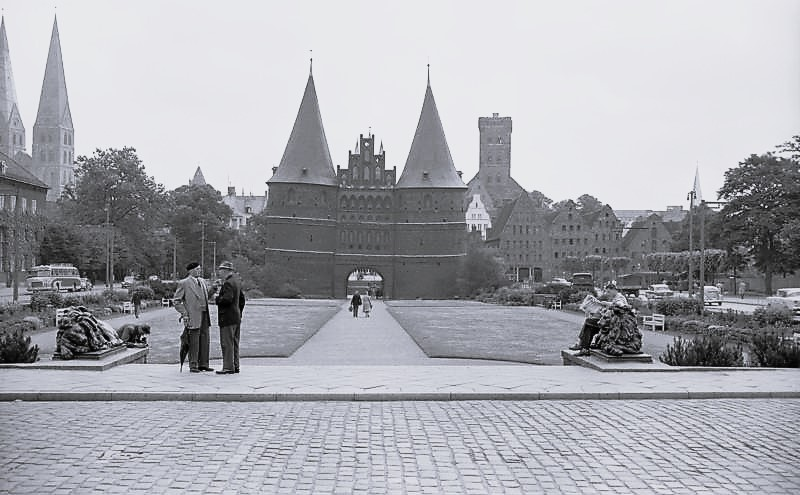
La iglesia de San Pedro en el año 1958 ya sin el chapitel.

La iglesia, que estaba parcialmente cubierta, al principio sirvió como lapidarium en el que se almacenaron provisionalmente fragmentos escultóricos recuperados de las iglesias de Lübeck que habían sido destruidas durante la guerra. Hasta 1987, el exterior de la iglesia no se volvió a construir completamente. No se hizo ninguna reconstrucción de la decoración interior, por lo que, hoy en día, principalmente el tamaño de la estructura pura del edificio y la forma relativamente poco frecuente de la planta ejercen un efecto sobre los visitantes. El nuevo crucifijo del coro es una obra con las dimensiones de una pequeña cruz triunfal (214 x 123 cm) de Arnulf Rainer, hecha entre 1980 y 1983 con tablas de madera en bruto en la que encaja un corpus del oficio devocional. El crucifijo está cubierto de gruesas capas de pintura. Para la iglesia de San Pedro se legaron 48 lápidas medievales, la mayoría de las cuales ya no existen o no se han localizado.

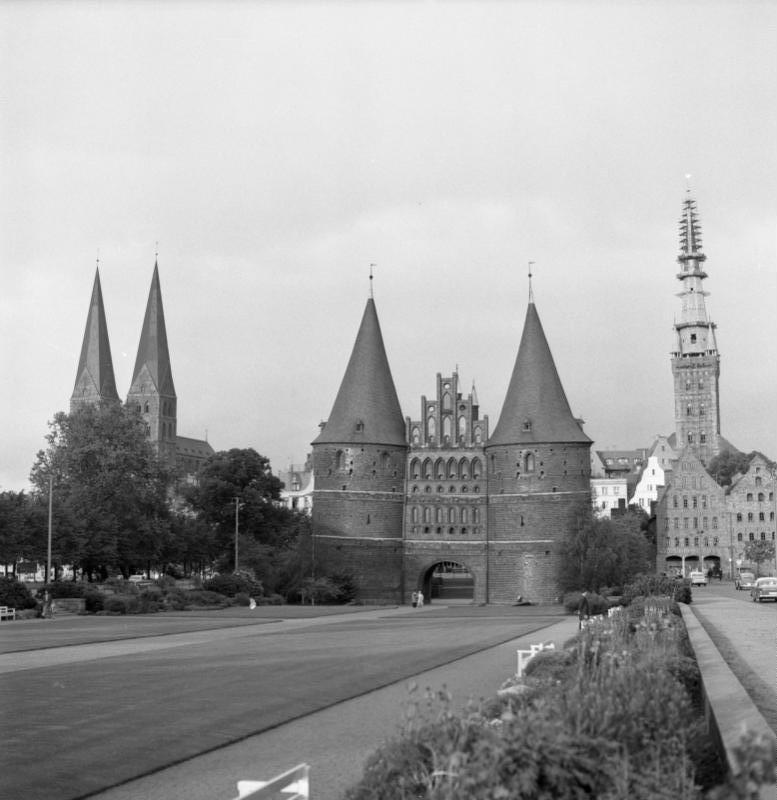
Reconstrucción del campanario en 1961 con el método de Trautsch-Pieper.

## Órgano
En 1992, la iglesia de San Pedro recibió un nuevo órgano financiado por una organización caritativa. El instrumento se encuentra en la nave lateral norte. Lo construyó la empresa constructora de órganos Hinrich Otto Paschen (Kiel) y tiene 19 registros, dos teclados manuales y un pedalero. La transmisión del registro y del sonido son mecánicos. El tablero está integrado en un mecanismo. El organista se sienta delante del teclado principal y puede ver la iglesia y a toda la gente por encima del órgano positivo.

## Nuevo uso

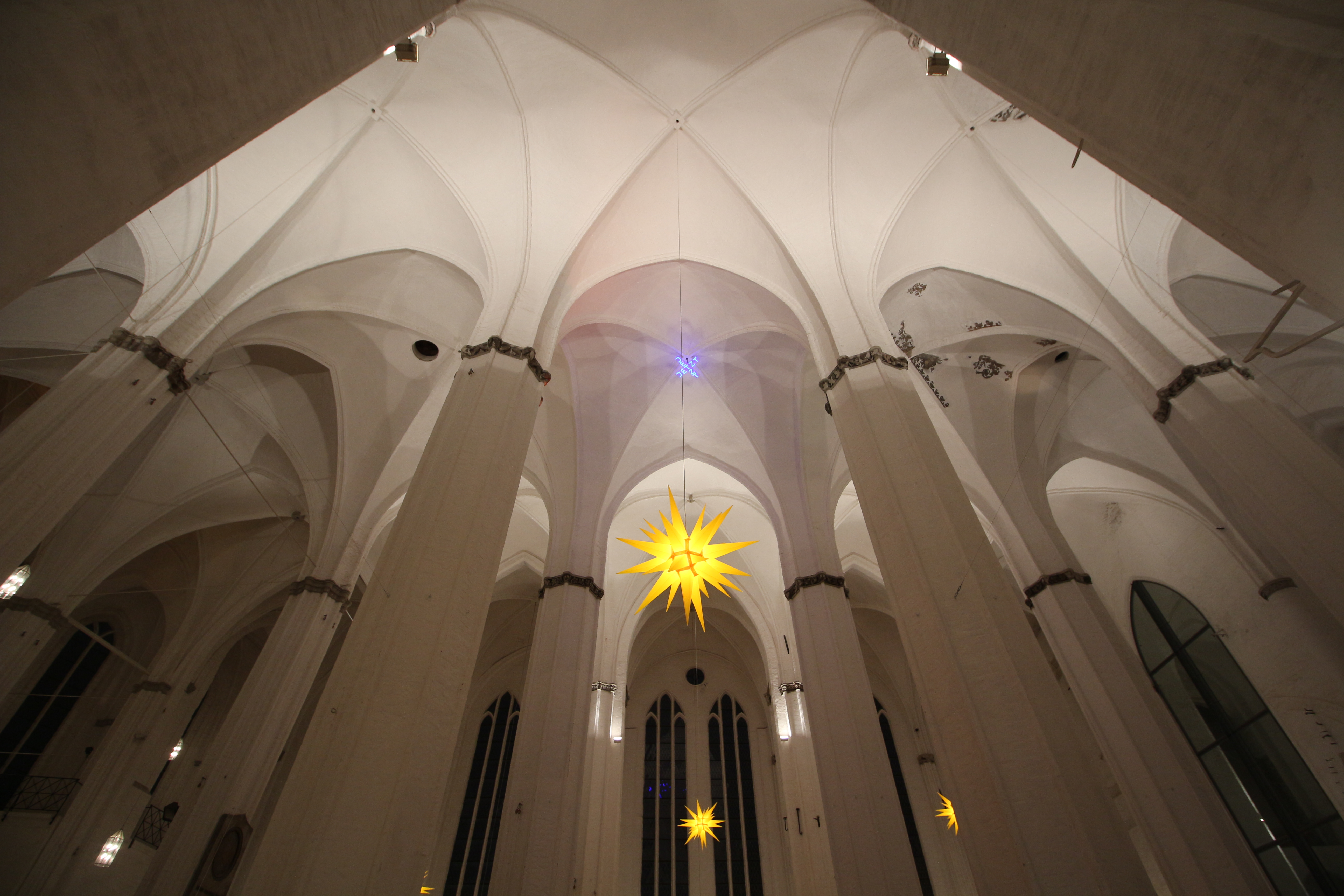
Vista durante el mercado de Navidad de 2014 desde el pasillo más al norte y que va en dirección sur.

La iglesia de San Pedro ya no tiene la función de iglesia local, es decir, de iglesia para toda la ciudad. Bajo la dirección de los pastores Günter Harig (1988-2005) y Bernd Schwarze (desde 1998) se desarrolló un nuevo proyecto para el uso del edificio, que revolucionó el papel de la iglesia urbana en el área de habla alemana. La visión de una ciudad cada vez más secularizada basó dicho proyecto en una nueva relación entre Iglesia y cultura, y entre religión y ciencia. Un consejo de administración formado por personalidades públicas es el responsable de la programación de eventos. Además de lecturas, conferencias, ferias, conciertos y charlas se realizan también liturgias y eucaristías de manera rutinaria. Desde el año 2000, tiene lugar una vez al mes el espectáculo temático nocturno «Petrivision». Entre dichos actos, destaca la serie de discursos «solo verbo» que tratan de manera crítica las cuestiones religiosas. Para la celebración de la eucaristía de Jueves Santo de 2017 se organizó un espectáculo llamado «Supper´s ready».
Al tratarse de una iglesia sin comunidad parroquial, el derecho eclesiástico de la iglesia de San Pedro pertenece a los «servicios y obras» de la Iglesia Evangélica del Distrito de Lübeck-Launburg. Roswitha Siewert, Thomas Baltrock, Björn Engholm, Bernd Schwarze y Valentin Rothmaler han actuado como conservadores de arte hasta hoy en día. En enero de 2016, la junta directiva de San Pedro cerró un acuerdo de cooperación con el club de arte Lübecker Overbeck-Gesellschaft. Desde el 29 de septiembre de 2004, la iglesia de San Pedro es oficialmente la «iglesia universitaria» de la Universidad de Lübeck. El logotipo lo diseñó Martin Botsch. Desde 2006, la Universidad de Ciencias Aplicadas de Lübeck y la Escuela Superior de Música de Lübeck también colaboran con la iglesia universitaria.

## Campanario
El campanario mide 108 m y, desde 1908, se puede acceder a la parte superior. Se puede subir en ascensor a la plataforma de observación que se encuentra a una altura de 50 m Desde allí hay una vista panorámica de todo el casco antiguo y de los alrededores de la ciudad hasta la bahía de Lübeck. Véase también: Lübeck#Geografía.

## Exposiciones de arte en la iglesia

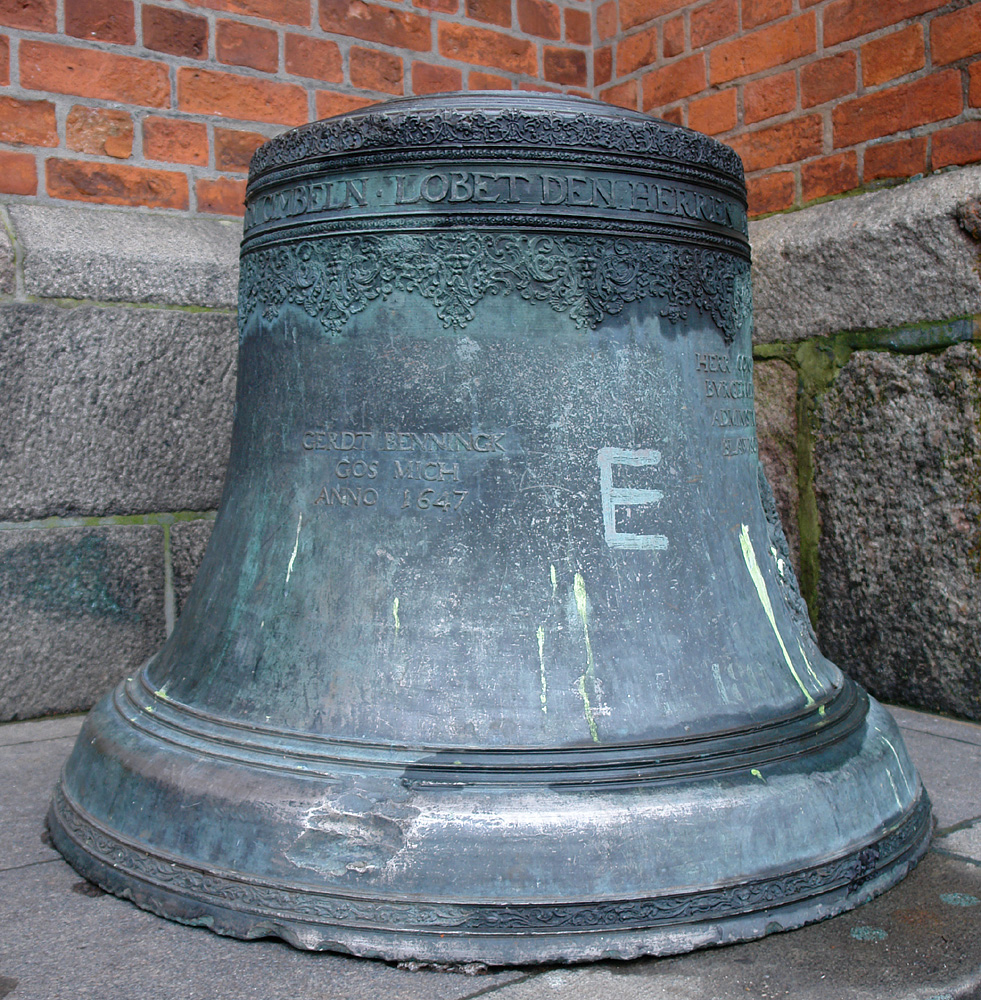
Campana de Gdansk fundida en 1647 por Gerdt Benningk.

- 1988: Arnulf Rainer, Christian Chuber, Günther Uecker y Hermann Nitsch
- 1996: Kiki Smith
- 2005: Annette Goessel
- 2008: Lynn Umlauf y Michael Goldberg
- 2009: «Kreuz und Figur» de Felix e Irmel Droese
- 2010: «Tintenbilder» de Hanna Frenzel y el teatro de sombras chinescas del sur de la India del Theaterfigurenmuseum Lübeck
- 2010: «konkret» de Horst Bartnig
- 2011:  «Das Marzipan Paradies» de Ton Matton
- 2012: «Trashstones» de Wilhelm Mundt y Michael Jäger
- «300» de Mark Pepper y Peter Woll
- «24 Gelbe Säulen» de Franz Erhard Walter
- «Think Tank» de Mischa Kuball
- «Brocoli Is Holy» de Andrew Gilbert
- 2017: «White Rabbit (Martin Luther)» de Thomas Zipp

## Otros
Frente a la entrada principal hay dos campanas que originalmente pertenecieron a las iglesias de la ciudad de Gdansk y que, durante la Segunda Guerra Mundial, estuvieron en el «cementerio de campanas» de Hamburgo con el fin de recuperar la materia prima. Sin embargo, no llegaron a fundirlas. Más tarde, en 1945, las llevaron a Lübeck (al igual que hicieron con las campanas de los carrillones de la iglesia de Santa María y con las parcelas de la iglesia de Santa María de Gdansk, que hoy se pueden visitar en el museo de Santa Ana), pues muchos refugiados de Gdansk habían encontrado allí un nuevo hogar.  
La última restitución sobre la que se ha discutido actualmente no fracasa debido a la actitud de los gremios de Lübeck, sino debido a un acuerdo fundamental que tiene pendiente la Unión de Iglesias Protestantes en Berlín. Esta, al ser sucesora legal de la Iglesia Evangélica de la Antigua Unión Prusiana según la decisión del Tribunal de Berlín de 22 de septiembre de 1970, ha sido declarada responsable de todos los asuntos de propiedad de las parroquias protestantes prusianas que se encuentran al este de la frontera estatal polaco-alemana. Esto es así en lo que se refiere a los bienes muebles que se encontraban en territorio nacional alemán después del 8 de mayo de 1945, momento en que las autoridades competentes se encontraban en Polonia. 
El depósito de cadáveres de la Iglesia de San Pedro en el Petrikirchhof fue construido en 1600 y destruido en 1942. Hoy en día, la sede de la Iglesia Evangélica Luterana del Norte de Alemania se encuentra en la misma ubicación que antes, pero en un edificio nuevo. 